# Jinačovice
Jinačovice är en ort i Tjeckien.   Den ligger i regionen Södra Mähren, i den östra delen av landet, 180 km sydost om huvudstaden Prag. Jinačovice ligger 303 meter över havet och antalet invånare är 558.
Terrängen runt Jinačovice är varierad. Runt Jinačovice är det mycket tätbefolkat, med 1 573 invånare per kvadratkilometer. Närmaste större samhälle är Brno, 10,0 km sydost om Jinačovice. Trakten runt Jinačovice består till största delen av jordbruksmark.